# 34 кілометр
34 кіломе́тр (рос. 34 километр) — селище у складі району імені Лазо Хабаровського краю, Росія. Входить до складу Сітинського сільського поселення.
Старі назви — 34 км, 34 Кілометр.

## Населення
Населення — 66 осіб (2010; 95 у 2002).
Національний склад (станом на 2002 рік):
- росіяни — 69 %